# 廣信 (漢朝)
广信是漢代岭南中心地，可能是梧州至封開一帶，至今猶無定論。
它是以汉武帝“初开粤地宜广布恩信”之“圣旨”命名，是监察岭南九郡的“交趾刺史部”所在地，以广信划分广东、广西。從湘水經靈渠再沿灕水南走，至西江即廣信一帶。

## 簡介
据清同治《苍梧县志》记载：“古广信土城也，昔苍梧赵光始居此土。后汉置郡县交趾刺史因之。考其旧基，依茶山，傍桂水，大江绕其前。”清晰表明古广信城与苍梧王赵光的历史渊源及其地理位置。在桂江（漓水）之畔的地方，就是今天的梧州老市区。《苍梧县志》在另一处这样记载：“广信故城在今府治东，大云山麓，东北跨山，西南二面皆临江。”明确指出广信处在漓水与西江交汇处。清顾祖禹《读史方舆纪要》梧州条目下，亦有同样的记述。历史上权威的地理方志，或是现代《辞海》，都说广信县所地在梧州。在《中国历史地图集》中，汉至晋代的交州地图，也都把广信县标在梧州的位置上。
有學者质疑稱，尽管史书对“广信县治在梧州”有详细的记述，但是其中也有很大的矛盾，特别是“广信城，在府治东”，“府治”指梧州，明显排除了广信县治在梧州的可能，可能是梧州东的封开。